# イースト・オブ・イングランド
イースト・オブ・イングランド（East of England、日本語: イングランド東部）は、イングランドを構成する9つのリージョン（地域）のうちの一つ。

## 下位の地方区分
1. サロック（英語版）（単一自治体）
2. サウスエンド・オン・シー（単一自治体）
3. エセックス
4. ハートフォードシャー
5. ルートン（単一自治体）
6. ベッドフォードシャー
7. ケンブリッジシャー
8. ピーターバラ（単一自治体）
9. ノーフォーク
10. サフォーク